# Téléphone public (film documentaire)
Pour les articles homonymes, voir Téléphone public.
Téléphone Public est un film français de Jean-Marie Périer, sorti le 13 juin 1980 en France, et montrant le groupe de rock français Téléphone lors d'un concert au Palais des sports de Paris le 7 juin 1979, entrecoupé d'extraits d'interviews de chaque membre du groupe, en individuel, et d'un concert à la fête de l'Humanité en septembre 1979. Le concert est marqué par des moments d'anthologie comme le solo de quatre minutes de Téléphomme, la destruction des instruments à la fin de Tu Vas Me Manquer, le slam de Jean-Louis Aubert pendant Le Vaudou (est toujours debout) ou encore les 16 minutes de Flipper. Il y a eu polémique à propos de l'arrivée du groupe lors de la fête de l'Humanité en septembre, car les membres sont montés sur scène avec des masques de Georges Marchais, François Mitterrand, Valéry Giscard d'Estaing et Jacques Chirac.

## Fiche technique
- Titre : Téléphone public
- Réalisation : Jean-Marie Périer
  - Assistants réalisateur : Yves Ellena et Alain de Bianchi
- Production : Maurice Bernart et Claudie Ossard
- Montage : Thierry Derocles
- Son : Harald Maury et Alain Rushent
- Musique : Téléphone
- Société de distribution : Gaumont
- Genre : musique, documentaire
- Pays :  France
- Langue : français
- Format : Mono - Couleurs (Eastmancolor) - 2.35 : 1 - 35 mm - CinemaScope
- Date de sortie : 11 juin 1980  France

## Distribution
- Jean-Louis Aubert : chant, guitare rythmique
- Louis Bertignac : guitare solo, chœurs
- Corine Marienneau : basse, chœurs
- Richard Kolinka : batterie, percussions, chœurs
- François Ravard : le manager

## Liste des titres
1. J'Sais Pas Quoi Faire
2. Faits Divers
3. Crache Ton Venin
4. Un Peu De Ton Amour
5. La Bombe Humaine
6. Flipper
7. Le Vaudou (est toujours debout)
8. Téléphomme
9. Tu Vas Me Manquer
10. Hygiaphone (studio)(générique de fin)

## Production
- Téléphone et Jean-Marie Périer : production
- François Ravard : manageur
- Dominique "Cow-Boy" Forestier : ingénieur du son